# The Discovery

The Discovery est le deuxième album studio du groupe de deathcore progressif américain Born of Osiris. Il a été enregistré au Bota Studio à Chicago dans l’Illinois, et est sorti le 22 mars 2011.
Sur cet album, le groupe utilise pour la première fois des guitares à sept cordes. Il est le seul album de Born of Osiris où le guitariste Jason Richardson fait une apparition.

## Liste des titres
1. Follow the Signs - 3:51
2. Singularity - 3:33
3. Ascension - 2:28
4. Devastate - 4:35
5. Recreate - 4:01
6. Two Worlds of Design - 3:14
7. A Solution - 2:07
8. Shaping the Masterpiece - 4:39
9. Dissimulation - 2:48
10. Automatic Motion - 2:43
11. The Omniscient (An Interlude) - 2:08
12. Last Straw - 4:01
13. Regenerate - 5:06
14. XIV - 1:52
15. Behold - 5:50